# Grantessa ampullae
Grantessa ampullae är en svampdjursart som beskrevs av Hozawa 1940. Grantessa ampullae ingår i släktet Grantessa och familjen Heteropiidae.
Artens utbredningsområde är havet kring Japan. Inga underarter finns listade i Catalogue of Life.